# Centesimo

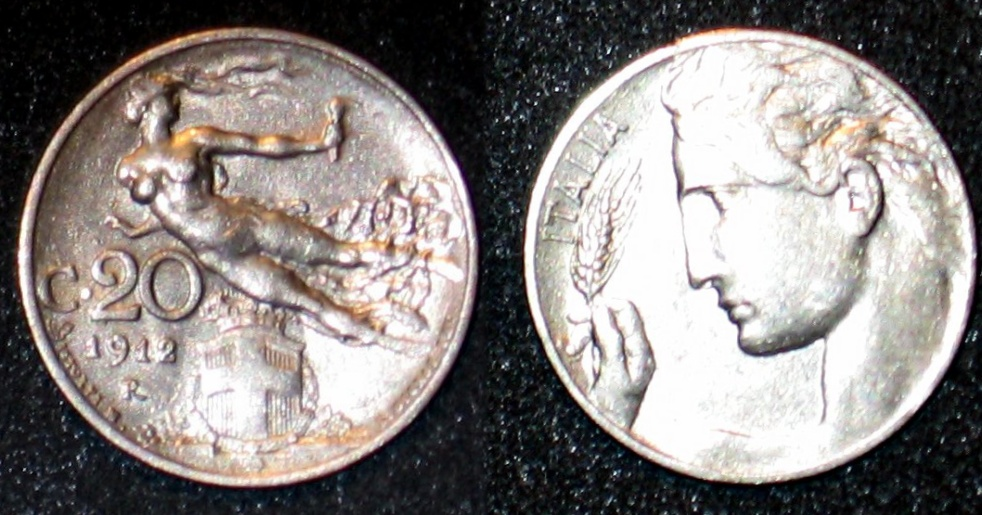
20 centesimi włoskich (1/5 lira włoskiego), 1912

Centesimo (z łac. centum = „sto”) – moneta zdawkowa w niektórych krajach, 1/100 jednostki podstawowej.
w obiegu
w Urugwaju – 1 centésimo = 1/100 peso
w Panamie – 1 centésimo = 1/100 balboa
wycofane z obiegupo przejściu na euro:
we Włoszech, Watykanie i San Marino – 1 centesimo =  1/100 lira włoskiego, watykańskiego i San Marino